# 사이뇌
사이뇌(diencephalon) 또는 간뇌(間腦)는 항상성의 중추로 뇌줄기(brainstem)와 대뇌 사이에 존재한다. 간뇌는 넓은 의미로 시상, 시상하부 그리고 뇌하수체와 송과선을 포함하는 내분비조직으로 나누어 볼 수 있다.
전뇌 (prosencephalon)는 끝뇌 (telecephalon)와 사이뇌 (diencephalon)가 된다.

## 구조
사이뇌는 다음 구조로 구성된다.
- 시상
- 뇌하수체 후엽을 포함한 시상하부(hypothalamus)
- 다음으로 구성된 시상상부(epithalamus):

- 앞뇌실곁핵 (anterior paraventricular nucleus, 전실방핵)과 뒤뇌실곁핵 (posterior paraventricular nucleus, 후실방핵)
- 안쪽 및 가쪽 고삐핵(habenular nuclei)
- 시상 수질 선조(stria medullaris thalami, 시상수조)
- 뒤맞교차 (posterior commissure, 시상상부맞교차, 후교련)
- 송과체

- 시상밑부 (subthalamus, 시상저부)

### 부착
시각신경(optic nerve, CN II)은 사이뇌에 연결된다. 시각신경은 시력(vision)과 시각(sight)을 담당하는 감각(구심성) 신경이다. 그것은 눈에서 두개골의 시각신경관(optic canal, 시신경관)을 통해 뻗어나가 사이뇌에 붙는다. 망막 자체는 배아 사이뇌의 일부인 안배에서 파생된다.

## 시상
시상은 간뇌의 대부분을 차지하고 있으며 감각정보와 운동정보를 처리하여 대뇌로 보내는 기능을 한다.

## 시상하부
시상하부는 시상 밑에 위치하여 항상성 유지를 위한 중추로 작용한다. 시상하부는 내분비계와 자율신경계의 기능을 조절하며 망상계를 통해 다양한 감각수용기를 포함한 여러 부위로부터 정보를 받아 시상으로 보낸다. 대표적인 기능으로는 체온 유지, 삼투압 유지, 음식 섭취 조절, 생식기능 조절 등이 있다.

## 뇌하수체
뇌하수체는 뇌하수체전엽과 뇌하수체후엽으로 이루어져 있다. 뇌하수체 후엽은 시상하부핵에서 합성된 신경호르몬을 분비하는 역할을 하며 뇌하수체 전엽은 뇌하수체 전엽 호르몬을 분비하여 다른 기관에서의 호르몬 분비를 조절한다. 뇌하수체 전엽 호르몬의 조절은 시상하부의 신경호르몬에 의해 조절된다.

## 솔방울샘
솔방울샘(송과선)은 사이뇌 뒤쪽에 위치해 있으며 멜라토닌을 분비하는 작은 기관이다.

## 추가 이미지

Diagram depicting the main subdivisions of the embryonic vertebrate brain. These regions will later differentiate into forebrain, midbrain and hindbrain structures.
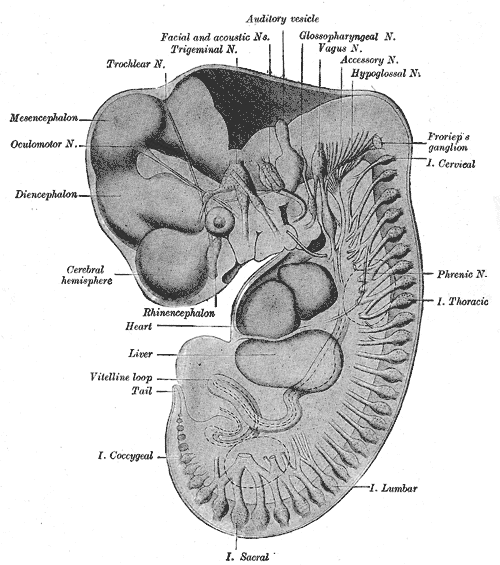
Reconstruction of peripheral nerves of a human embryo of 10.2 mm. (Label for Diencephalon is at left.)

## 같이 보기
- 건막 (널힘줄, aponeurosis)
- 앞뇌 (forebrain, prosencephalon, 전뇌)

- 끝뇌 (telencephalon, 종뇌)
- 사이뇌 (diencephalon, 간뇌)

- 중간뇌 (midbrain, mesencephalon, 중뇌)
- 마름뇌 (hindbrain, rhombencephalon, 후뇌)

- 뒤뇌 (metencephalon)

- 다리뇌 (pons)
- 소뇌 (cerebellum)

- 마이엘렌세팔론 (myelencephalon, medulla oblongata, 숨뇌)